# Холокост в Волковысском районе
Холокост в Волковы́сском районе — систематическое преследование и уничтожение евреев на территории Волковысского района Гродненской области оккупационными властями нацистской Германии и коллаборационистами в 1941—1944 годах во время Второй мировой войны, в рамках политики «Окончательного решения еврейского вопроса» — составная часть Холокоста в Белоруссии и Катастрофы европейского еврейства.

## Геноцид евреев в районе
Волковысский район был полностью оккупирован немецкими войсками в июле 1941 года, и оккупация продлилась более трёх лет — до июля 1944 года. Нацисты включили Волковысский район в состав территории, административно отнесённой в состав округа Белосток провинции Восточная Пруссия.
Вся полнота власти в районе принадлежала зондерфюреру — немецкому шефу района, который подчинялся руководителю округи — гебитскомиссару. Во всех крупных деревнях района были созданы районные (волостные) управы и полицейские гарнизоны из белорусских и польских коллаборационистов. Ещё до осени 1941 года во всех населенных пунктах района были назначены старосты (солтысы).
Для осуществления политики геноцида и проведения карательных операций сразу вслед за войсками в район прибыли карательные подразделения войск СС, айнзатцгруппы, зондеркоманды, тайная полевая полиция (ГФП), полиция безопасности и СД, жандармерия и гестапо.
Одновременно с оккупацией нацисты и их приспешники начали поголовное уничтожение евреев. «Акции» (таким эвфемизмом гитлеровцы называли организованные ими массовые убийства) повторялись множество раз во многих местах. В тех населенных пунктах, где евреев убили не сразу, их содержали в условиях гетто вплоть до полного уничтожения, используя на тяжелых и грязных принудительных работах, от чего многие узники умерли от непосильных нагрузок в условиях постоянного голода и отсутствия медицинской помощи.
За время оккупации практически все евреи Волковысского района были убиты, а немногие спасшиеся в большинстве воевали впоследствии в партизанских отрядах.

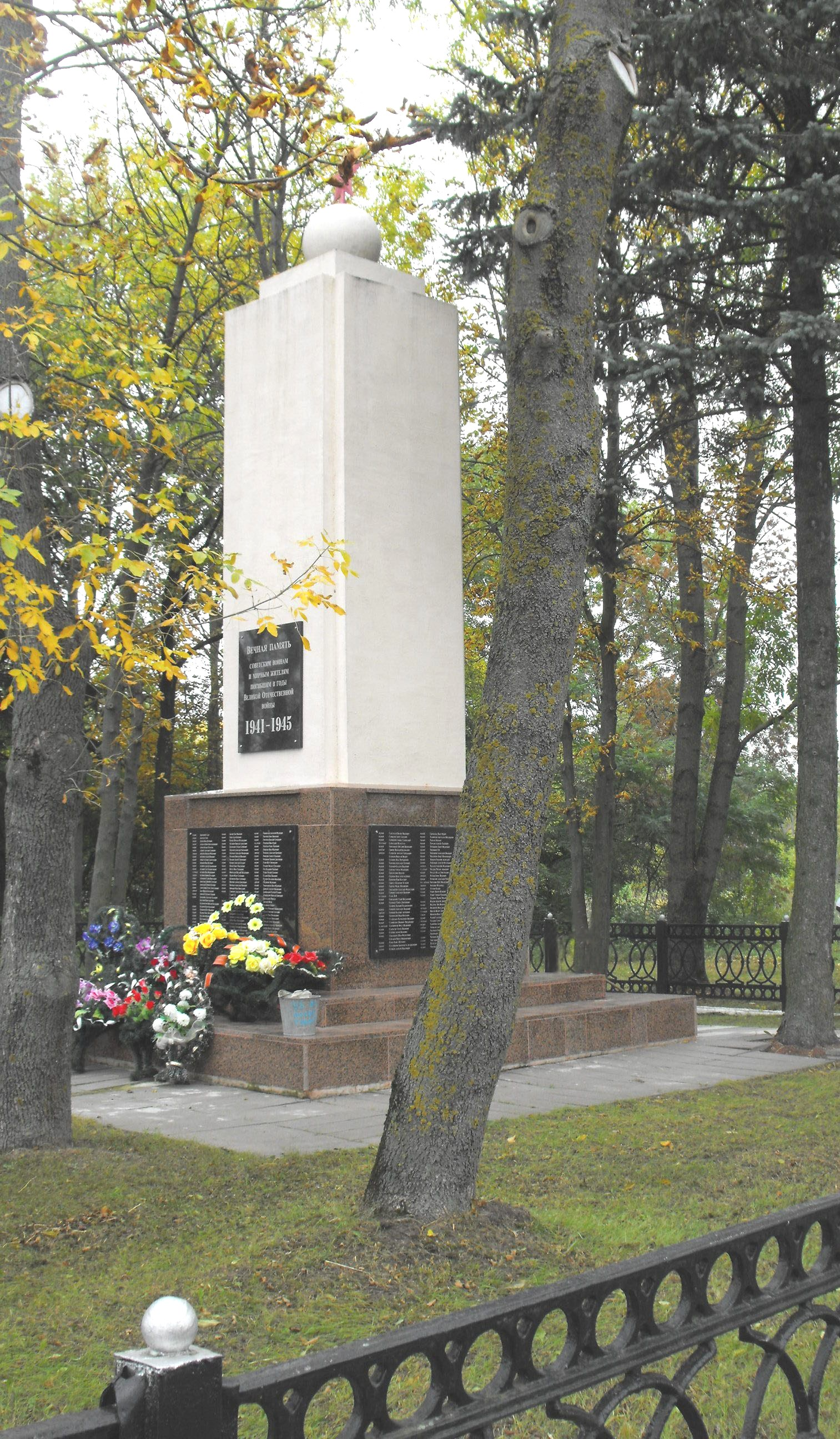
Волковыск, улица Медведева. Памятник на братской могиле евреев и военнопленных.

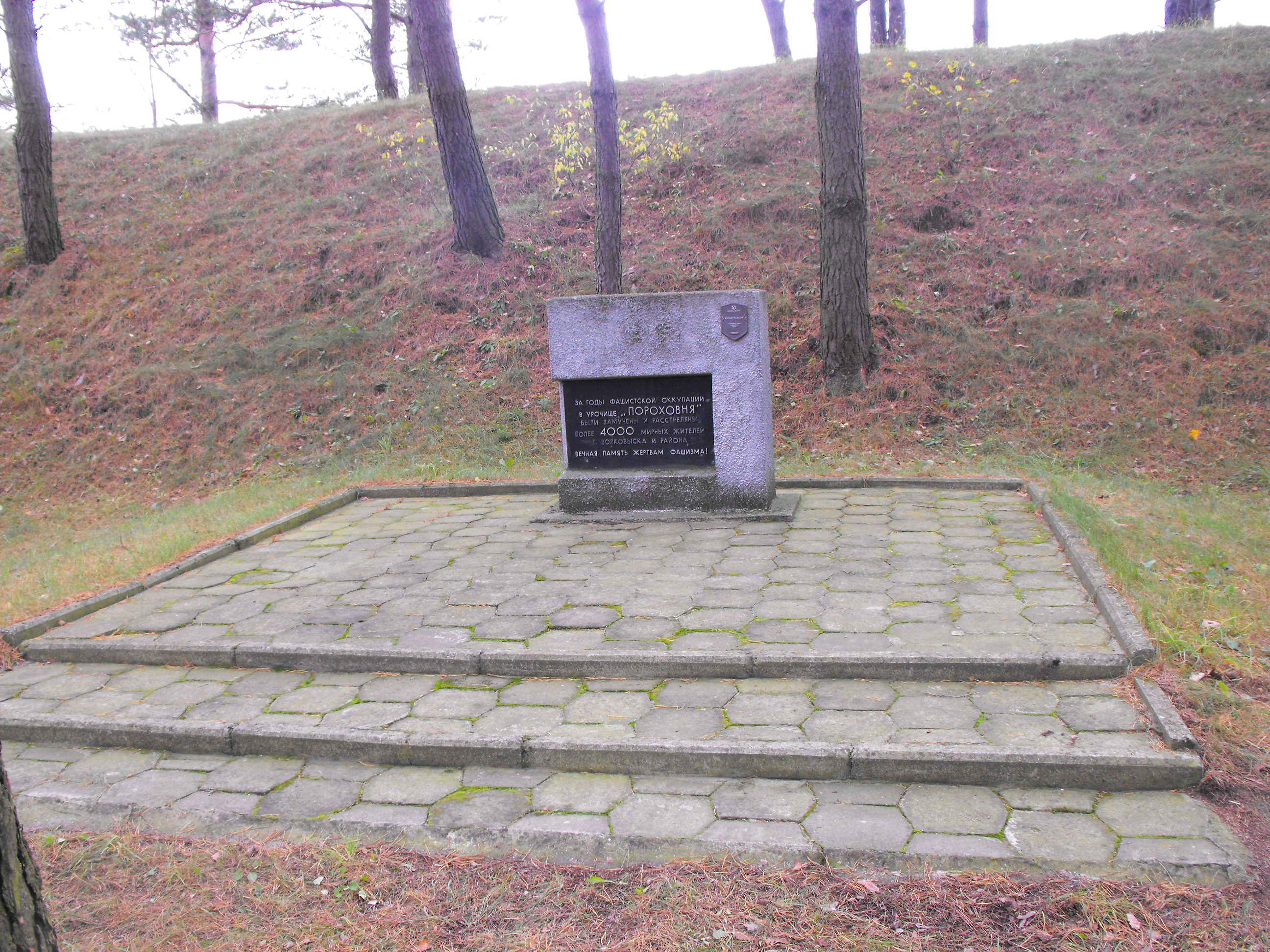
Волковыск, урочище Пороховня. Мемориальный знак на одном из мест убийств и захоронений евреев Волковыска и близлежащих деревень.

## Гетто
Оккупационные власти под страхом смерти запретили евреям снимать желтые латы или шестиконечные звезды (опознавательные знаки на верхней одежде), выходить из гетто без специального разрешения, менять место проживания и квартиру внутри гетто, ходить по тротуарам, пользоваться общественным транспортом, находиться на территории парков и общественных мест, посещать школы.
Реализуя нацистскую программу уничтожения евреев, немцы создали на территории района 5 гетто:
- в двух гетто города Волковыск (лето 1941 — 26 января 1943) были замучены и убиты более 10 000 евреев;
- в гетто деревни Волпа (лето 1941 — 2 ноября 1942) были убиты более 900 евреев.
- в гетто поселка Россь (лето 1941 — ноябрь 1942) были убиты сотни евреев.
- в гетто деревни Изабелин (1941 — ноябрь 1942) были убиты сотни евреев.

### Гетто в Росси
Гетто в поселке Россь было организовано нацистами вскоре после оккупации местечка — летом 1941 года.
Гетто было т. н. «открытого типа», то есть сначала не было огорожено и не охранялось — евреев просто переселили на одну улицу в центре Росси, полагая, что бежать им все равно некуда. К тому же всех повязали круговой порукой — за каждого сбежавшего узника грозил расстрел определённого числа оставшихся. Евреям запретили появляться без нашивок на верхней одежде в виде желтых шестиконечных звезд.
Летом 1942 года гетто обнесли забором и выставили круглосуточную охрану из местных полицаев. В ноябре 1942 года немцы согнали евреев из гетто на рыночную площадь, а посреди её развели костер из книг, выброшенных из еврейских домов. Евреев заставили ходить вокруг этого костра и петь песню «Моя Москва». На следующий день всех евреев погрузили на телеги и вывезли в Волковысское гетто, где вскоре убили вместе с другими узниками.
Памятника евреям — жертвам Холокоста, в Росси нет.

### Гетто в Изабелине
Деревня Изабелин была оккупирована 28 июня 1941 года, и к началу 1942 года в ней было организовано гетто.
В ноябре 1942 года гетто было ликвидировано, а большинство ещё живых узников перегнали в Волковысск и далее в Освенцим. В декабре этого же года в деревне убили последних евреев — от 200 до 300 человек.

## Случаи спасения и «Праведники народов мира»
3 человека из Волковысского района были удостоены почетного звания «Праведник народов мира» от израильского мемориального института «Яд Вашем» «в знак глубочайшей признательности за помощь, оказанную еврейскому народу в годы Второй мировой войны»:
- Новосад Александр — за спасение Каплинской Миры в Волковыске[16];
- Янковский Марьян и Янковская (Завадская) Леолянда — за спасение Вайнштейн Рахиль в Волковыске[17].

## Организаторы и исполнители убийств
По данным расследования ЧГК, главными виновниками массовых убийств мирного населения района были названы комендант города Волковыска Гинш, бургомистр Зоммер и многие другие.

## Память
Опубликованы неполные списки жертв геноцида евреев в Волковысском районе.
Убитым евреям района установлены 5 памятников: один — в самом Волковыске, три — в урочище Пороховня, один — в Волпе.

## Комментарии
1. ↑  В русском языке за служащими коллаборационистских полицейских органов закрепилось разговорное уничижительное название полица́й (во множественном числе — полица́и).